# Vie sexuelle d'Adolf Hitler

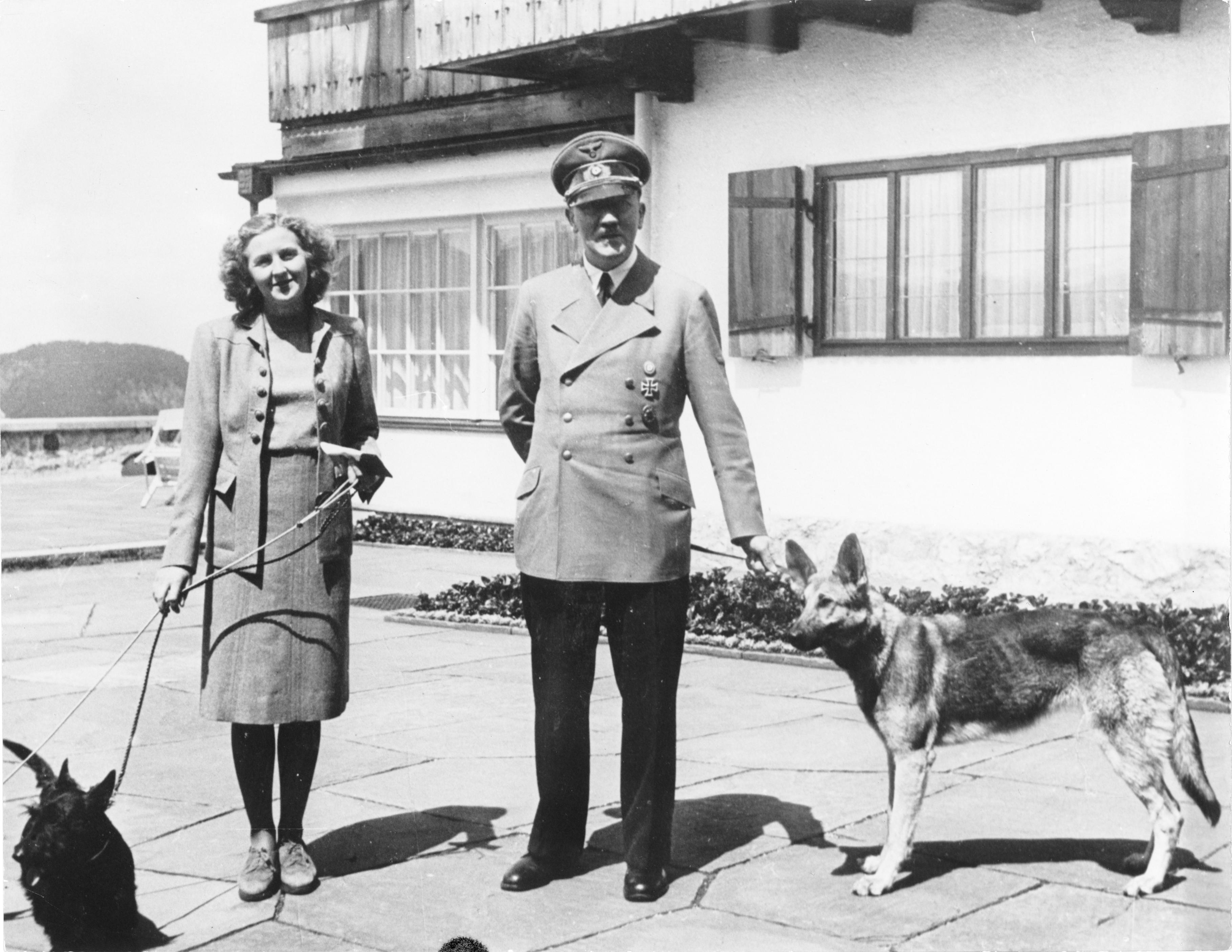
Adolf Hitler et Eva Braun en 1942.

La sexualité d'Adolf Hitler a longtemps fait l'objet de débats historiques ainsi que de spéculations et de rumeurs. Il existe des preuves concernant les liaisons hétérosexuelles de Hitler mais aucune en revanche n’atteste qu’il ait entretenu une liaison homosexuelle. Son nom fut lié à un certain nombre de maîtresses possibles dont deux se sont suicidées. Deux autres feront des tentatives de suicide dont une décédera de complications huit ans après son acte.
Hitler donna publiquement de lui l’image d’un homme célibataire entièrement consacré à sa mission politique et à l’Allemagne. Sa relation avec Eva Braun, qui a duré près de 14 ans, fut cachée au public, seul l’entourage du dictateur étant au courant. Heike Görtemaker, biographe d'Eva Braun, note que le couple eut une vie sexuelle normale. Hitler et Eva Braun se marièrent dans le bunker du Führer moins de 40 heures avant de se suicider ensemble.
Deux rapports de guerre des Alliés ont tenté d'effectuer une analyse psychologique de Hitler. Le rapport de Walter Charles Langer pour l'Office américain des services stratégiques (OSS) de 1943 décrit Hitler comme étant un homosexuel refoulé et émet l'hypothèse qu'il pouvait être un coprophile impuissant. Le psychologue Henry Murray a écrit un rapport psychanalytique distinct pour l'OSS en 1943 qui tire des conclusions similaires. Otto Strasser, l'un des opposants de Hitler, a tenu des propos semblables lors de ses interrogatoire d’après-guerre. L'historien britannique Ian Kershaw  qualifie cependant la déclaration de Strasser de « propagande anti-hitlérienne ».
Les recherches qui suivirent la mort de Hitler laissèrent libre cours à de nombreuses revendications sur ses orientations sexuelles : il fut successivement prétendu qu’il était homosexuel, bisexuel ou asexuel. Aucune preuve ne vient confirmer ces affirmations bien que la plupart des historiens penchent pour une hétérosexualité de Hitler. Une rumeur largement répandue dans la presse française au cours des années 1970 prétend que Hitler aurait été le père d’un enfant illégitime nommé Jean-Marie Loret. Celui-ci, qui serait né d’une liaison du Führer avec une jeune Française au cours de la Première Guerre mondiale, travailla notamment avec l’historien Werner Maser pour tenter de prouver sa filiation. Les historiens actuels, tels qu'Ian Kershaw ou Thomas Weber, rejettent cependant cette histoire qu’ils jugent improbable.

## Contexte historique
La vie sexuelle de Hitler a longtemps fait l'objet de spéculations et de rumeurs, dont beaucoup ont été inventées ou accentuées par ses rivaux politiques. Alors que les préférences sexuelles de nombreux membres du cercle intime d'Hitler sont connues, les preuves concluantes de la sexualité du dictateur lui-même font défaut. Les témoignages qui existent sur sa vie privée proviennent en grande partie des membres de son entourage immédiat tels que ses adjoints, ses secrétaires, Albert Speer, la famille Wagner et d'autres. Il est avéré qu'Hitler éprouva des sentiments pour un certain nombre de femmes au cours de sa vie. De même, son antipathie envers l’homosexualité semble réelle, comme ont pu en témoigner les membres du cercle privé. Aucune preuve ne vient démontrer le fait qu’il ait eu des comportements homosexuels durant son existence. L'historien britannique Ian Kershaw le décrit comme névrosé et dégoûté par les relations intimes ainsi que la sexualité, ce comportement incluant l'homosexualité et la prostitution. Ses premières opinions quant à la sexualité étaient déjà particulièrement hostiles alors qu’il vivait à Vienne au début des années 1910. Il craignait notamment les infections sexuellement transmissibles.
Kershaw note que durant la Première Guerre mondiale, Hitler n'a jamais voulu prendre part aux discussions concernant la sexualité avec ses camarades de troupe. Lorsque son célibat venait à être évoqué par ces derniers, il leur répondait : « Je mourrais de honte à l’idée d’avoir des relations sexuelles avec une Française », ou alors : « N'avez-vous plus aucun sens de l’honneur allemand ? » Lorsqu’un camarade lui demanda s'il avait déjà aimé une fille, Hitler répondit : « Je n'ai jamais eu le temps de faire quoi que ce soit de ce genre et je ne le ferai jamais ».

## Hitler et les femmes
Hitler, durant sa carrière politique, donna de lui l’image d’un homme uniquement marié à l’Allemagne. Il se considéra comme attrayant envers les femmes, notamment du fait de son pouvoir. Speer se souvint qu’il préférait les femmes simples, tant qu’elles ne se mêlaient pas de politique et n’empiétaient pas sur ses loisirs. Kershaw pense qu’Hitler préférait la compagnie de femmes relativement jeunes et influençables. Il note qu'au moins trois des maîtresses de Hitler (Eva Braun, Geli Raubal et Maria Reiter) étaient beaucoup plus jeunes que lui : Braun avait 23 ans de moins (elle le rencontre à 17 ans), Raubal, 19 ans (elle s’installe chez lui à 17 ans), et Reiter, 21 ans (elle le rencontre à 16 ans).
Ernst Hanfstaengl, l'un des membres du cercle intime de Hitler durant les premières années à Munich, écrivit : « Je pensais qu'Hitler était un cas d'homme qui n'était ni poisson, ni poulette, ni complètement homosexuel, ni complètement hétérosexuel... J'avais acquis la ferme conviction qu'il était impuissant, insensible à la masturbation. » Néanmoins, Hanfstaengl était assez convaincu de l'hétérosexualité de Hitler et il essaya, sans succès, de lancer une relation entre Hitler et Martha Dodd, la fille de l'ambassadeur américain. Selon Hanfstaengl, la cinéaste Leni Riefenstahl fit des avances à Hitler mais n’obtint rien de celui-ci. Magda Goebbels, l’épouse de Joseph Goebbels, invita Hitler à de nombreuses soirées pour l'encourager à rencontrer des femmes, mais celui-ci ne manifesta pas le moindre intérêt. Lorsque des femmes étrangères pro-nazies comme Unity Mitford lui rendaient visite, il se contentait de parler de politique.

### Geli Raubal
Hitler était profondément attaché à sa demi-nièce Geli Raubal, de dix-neuf ans sa cadette. Il commença à entretenir une relation avec elle peu après qu’elle se fut installée chez lui en 1928, lorsque Angela Hitler, mère de Geli et demi-sœur d'Hitler, devint sa gouvernante. Bien que la nature exacte et l'étendue de leur relation soient inconnues, Ian Kershaw la décrit comme victime d’une « dépendance sexuelle latente ». Il fut largement prétendu qu’il s’agissait bel et bien d’une relation amoureuse. Geli s'est suicidée avec le pistolet Walther d'Hitler dans son appartement de Munich en septembre 1931. Cette perte aurait profondément affecté Hitler,.

### Eva Braun
La relation d'Hitler et d’Eva Braun, qui dura près de 14 ans, fut cachée au public et à l’entourage du dictateur dans un premier temps. Finalement sue du cercle privé, la relation du Führer et d'Eva Braun devint visible lors des fréquents séjours à Berchtesgaden en compagnie des intimes. L’officier d’ordonnance de Hitler, Heinz Linge, déclara dans ses mémoires qu'Hitler et Braun avaient, au Berghof, deux chambres et deux salles de bains reliées. Hitler finissait la plupart des soirées seul avec elle dans son bureau, avant d’aller se coucher. Elle portait alors une « robe de chambre » et buvait du vin. De son côté, Hitler prenait du thé. Le biographe de Braun, Heike Görtemaker, note que le couple eut, selon toutes les apparences, une vie sexuelle normale. Les amis et les parents de Braun décrivirent ses rires au sujet d'une photo de Neville Chamberlain datant de 1938, alors que celui-ci se trouvait assis sur un canapé dans l'appartement de Hitler à Munich. La maîtresse d’Hitler aurait alors déclaré : « Si Chamberlain connaissait l'histoire de ce canapé ».
Les lettres de Hitler prouvent qu'il l'aimait et s'inquiétait quand elle s’absentait trop longtemps ou arrivait en retard pour le thé. Sa secrétaire particulière Traudl Junge déclara que, pendant la guerre, Hitler téléphona à sa compagne tous les jours. Il s’inquiétait de sa sécurité lorsqu’elle séjournait dans la maison de Munich qu'il avait achetée spécialement pour elle. Lorsque Junge demanda à Hitler pourquoi il ne s’était jamais marié, celui-ci répondit : « Je n'aurais jamais pu consacrer assez de temps à ma femme ». Le dictateur lui dit également qu'il ne voulait pas d'enfants car ceux-ci auraient eu « des périodes très difficiles à vivre au regard de leurs parents célèbres. De plus, on ne leur aurait pas pardonné le moindre échec  ». Finalement, Hitler et Braun se marièrent dans le Führerbunker de la Nouvelle Chancellerie quelques heures avant de se suicider fin avril 1945.

## Homosexualité présumée
Hermann Rauschning affirma avoir appris dans un dossier militaire sur Hitler que celui-ci aurait été jugé par une cour martiale durant la Grande Guerre pour avoir entretenu des relations intimes avec un officier.  Il prétendit également qu'à Munich, Hitler avait violé le paragraphe 175 qui pénalisait l’homosexualité. Les dires de Rauschning ne furent cependant suivis d’aucune preuve.

## Rapports de Langer et Murray
En 1943, l'Office américain des services stratégiques (OSS) commanda une analyse complète de la psychologie du Führer afin d’éclairer son comportement. Celle-ci fut effectuée par Walter C. Langer sous le titre de Une analyse psychologique d'Adolf Hitler : sa vie et sa légende. Le rapport, publié en 1972 sous forme livresque, (l'esprit d'Adolf Hitler: Le rapport de guerre secret) décrit Hitler comme étant un homosexuel refoulé. De son côté, le psychologue Henry Murray a également rédigé un rapport pour l’OSS intitulé Analyse de la personnalité d'Adolf Hitler: avec prédictions de son comportement futur et suggestions pour traiter avec lui maintenant et après la reddition de l'Allemagne.  Il traite notamment de la coprophilie présumée de Hitler et évoque une possible schizophrénie. Après la guerre, Otto Strasser déclara aux interrogateurs de l'OSS que le dictateur nazi avait forcé sa nièce Geli à uriner et déféquer devant lui. Kershaw soutient que les histoires diffusées par Strasser au sujet de prétendues « pratiques déviantes sexuelles devraient être considérées comme... de la propagande anti-Hitler »,.

## Allégations récentes
Un ouvrage publié en 1995 par Scott Lively et Kevin Abrams, The Pink Swastika , affirme que la plupart des dignitaires nazis étaient homosexuels et qu’il existerait des preuves que les homosexuels puissent se comporter de manière dangereuse et violente. Les historiens critiquèrent le livre pour ses inexactitudes et sa déformation des évènements. Bob Moser, écrivant pour le Southern Poverty Law Center, déclara que le livre avait fait l’objet de publicité par des groupes homophobes. Les historiens convinrent que la plupart des faits rapportés dans l’ouvrage étaient « totalement faux ».
Jack Nusan Porter, de l'université du Massachusetts Lowell se demanda en 1998 : « Hitler méprisait-il les homosexuels ? Avait-il honte de sa propre identité homosexuelle ? » ; « ce sont des domaines de la psycho-histoire qui sont au-delà de nos connaissances. »
L'historien Lothar Machtan affirme dans The Hidden Hitler (2001) que Hitler était homosexuel. Le livre évoque les prétendues expériences de Hitler à Vienne avec de jeunes amis et ses hypothétiques relations avec (entre autres) Röhm, Hanfstaengl et Emil Maurice. L’ouvrage comprend une étude du Protocole de Mend , une série d'allégations faites à la police de Munich au début des années 1920 par Hans Mend, qui combattit, comme estafette à cheval au régiment List, avec Hitler pendant la Première Guerre mondiale. En décembre 1939, il déclara que l'amitié entre Hitler et Ernst Schmidt dissimulait une relation homosexuelle. Le journaliste américain Ron Rosenbaum se montre très critique à l'égard du travail de Machtan, affirmant que « ses preuves sont loin d'être concluantes et souvent loin d'être des preuves mêmes ». La plupart des spécialistes rejettent les affirmations de Machtan et affirment que Hitler était bel et bien hétérosexuel.  En 2004, HBO a produit un film documentaire basé sur la théorie de Machtan intitulé Hidden Führer: Débattre l'énigme de la sexualité de Hitler.

## Relations possibles
- Stefanie Rabatsch (1887-1973) : Hitler, alors jeune homme, serait tombé amoureux d'elle aux alentours de 1905 alors qu'il vivait à Vienne. Par timidité cependant, il ne parvint jamais à l'aborder et la relation, plus fantasmée que concrète, n'a jamais abouti[23].
- Charlotte Lobjoie (1898-1951) : Adolf Hitler, alors simple soldat, l'aurait prétendument rencontrée vers 1917. Jean-Marie Loret serait né de leur relation. Aucun élément ne vient cependant prouver la véracité de leur liaison ni la paternité de Hitler[24].
- Erna Hanfstaengl (1885-1981) :  Des rumeurs prêtèrent une liaison et même des fiançailles à Adolf Hitler avec Erna Hanfstaengl au cours des années 1920[25].
- Maria Reiter (1911-1992) : Hitler serait tombé amoureux d'elle peu de temps après l'avoir rencontrée en 1925. Elle tente de se suicider par pendaison en 1928 mais survit à son geste et meurt en 1992[26].
- Geli Raubal (1908-1931) : Demi-nièce d'Hitler, elle aurait entamé une relation avec son oncle vers 1925. Ne supportant pas sa présence possessive et son emprise, elle se suicide en 1931 à Munich.
- Eva Braun (1912-1945) : Assistante du photographe Heinrich Hoffmann, elle rencontre Hitler à l'automne 1929 et devient sa compagne. Elle l'épouse le 29 avril 1945 dans le Führerbunker et se suicide le lendemain à ses côtés en avalant une capsule de cyanure.
- Unity Mitford (1914-1948) : Hitler la rencontre en 1934 et se lie d'amitié avec elle. Une liaison leur fut prêtée mais ne peut être confirmée avec certitude. En 1940, Unity Mitford, affolée par la déclaration de guerre entre son pays et l'Allemagne, tente de se suicider. Elle décède des suites de son acte en 1948[27].